# Anocrație
Anocratia este un regim politic care nu este nici pe deplin o democrație, nici un plin autocrație, este adesea supusă instabilității politice.